# Половно
Половно (словац. Polovno) — річка; ліва притока Полтариці, протікає в окрузі Полтар.
Довжина приблизно 9,9—10,0 км. Витік знаходиться в  масиві Столицькі-Верхи — на висоті приблизно 815 метрів.
Протікає територією сіл Златно  і Ческе Брезово.. Впадає в Полтарицю на висоті приблизно 315 метрів.